# Херсонский судостроительный завод
ООО «Смарт Мэритайм Груп — Херсонская верфь» (ХСЗ) — судостроительное предприятие. Находится в Херсоне на Карантинном острове в начале Днепровского лимана. Верфь входит в группу «Смарт-Холдинг», контролируемую Вадимом Новинским.

## История
Херсонский судостроительный завод расположен в устье реки Днепр. Город был основан в 1778 году на месте крепости, которая защищала рубежи Российской империи от турецких набегов. Приближённость Херсона к Чёрному морю предопределила зарождение судостроения. В городе были созданы Адмиралтейство и верфь. 16 сентября 1783 года был спущен на воду первый военный 66-пушечный линейный корабль «Слава Екатерины», положив тем самым начало Российскому Черноморскому Флоту.
В 1953 году со стапелей завода сошли первые танкеры «Херсон» и «Грозный». Через несколько лет началось производство сухогрузных судов. В 1965 году на предприятии был сооружён один из первых в бывшем Советском Союзе океанский сухогрузный газотурбоход «Парижская коммуна», а в 1970 году — головное ледокольно-транспортное судно «Капитан Мышевский».
После распада СССР резко сократились заказы, упали объёмы производства. Судостроение находилось в глубоком кризисе. В этот период завод осваивает новое для себя направление — судоремонт.
В августе 1997 года завод был включён в перечень предприятий, имеющих стратегическое значение для экономики и безопасности Украины.
В 2005 году предприятие было реорганизовано в ОАО.
С 2005 по 2011 годы было построено 25 различных судов, в том числе 13 танкеров для судовладельцев Норвегии, Дании, России, два судна арктического снабжения в ЮАР и Китай, четыре многоцелевых сухогруза для Филиппин и Норвегии. В эти же годы был начат выпуск судов «река-море» типа «Челси».
В 2012 году построена серия самозасасывающихся якорей для компании «Сайпем».
В 2013 году — построена серия танкеров-продуктовозов «река-море» для группы компаний СВЛ (Мальта). Первая серия судов «под ключ», построенная за всё время независимости Украины.
В 2014 году предприятие переименовано в ПАО «Смарт Мэритайм Груп — Херсонский судостроительный завод».
В 2015 году завод начал строить серию буксиров-кантовщиков для группы компаний «Краншип», а также продолжает заниматься ремонтом и модернизацией судов.
В июле 2016 года хозяйственный суд Херсонской области признал завод банкротом.
10 января 2017 года завод передал заказчику судно проекта НМ440
12 апреля 2017 года завод завершил этап модернизации сухогруза Donmaster Spirit

## Руководство
С 2005 по 2013 годы завод возглавлял Василий Федин. С 2013 года Федин назначен исполнительным директором ООО «Смарт Мэритайм Груп», директором Херсонской верфи назначен Олег Федак.